# Liste der Einträge im National Register of Historic Places im Brown County (Texas)
Die Liste der Registered Historic Places im Brown County führt alle Bauwerke und historischen Stätten im texanischen Brown County auf, die in das National Register of Historic Places aufgenommen wurden.

## Aktuelle Einträge
| Lfd. Nr. | Name im NRHP                              | Bild | Datum der Eintragung | Adresse/Lage                                        | Ort       | NRHP-ID  | Beschreibung |
| -------- | ----------------------------------------- | ---- | -------------------- | --------------------------------------------------- | --------- | -------- | ------------ |
| 1        | Brown County Jail                         |      | 22. Sep. 1983        | 401 W. Broadway                                     | Brownwood | 83003129 |              |
| 2        | Greenleaf Fisk House                      |      | 25. Feb. 2004        | 418 Milton Ave.                                     | Brownwood | 04000103 |              |
| 3        | J. A. Walker House and R. B. Rogers House |      | 19. Juli 1982        | 701 and 707 Center Ave.                             | Brownwood | 82004494 |              |
| 4        | R. F. Hardin High School                  |      | 25. Juni 1999        | 1009 Hall St.                                       | Brownwood | 99000722 |              |
| 5        | Santa Fe Railroad Station                 |      | 2. Jan. 1976         | Washington Ave. zwischen E. Depot und E. Adams Sts. | Brownwood | 76002012 |              |
| 6        | St. John’s Episcopal Church               |      | 4. Sep. 1979         | 700 Main Ave.                                       | Brownwood | 79002923 |              |